# Johann Klindworth (Politiker)
 Johann Klindworth  (* 5. April 1900 in Vierden; † 5. Februar 1976 in Zeven) war  ein deutscher Politiker (CDU) und Abgeordneter des Niedersächsischen Landtages.

## Leben
Klindworth besuchte acht Jahre lang die Volksschule in Ippensen und danach zwei Winterhalbjahre lang die Landwirtschaftsschule in Visselhövede. Anschließend übernahm er die Bewirtschaftung eines 100-ha-Hofs in Klein-Wohnste. Ab 1926 war er zusätzlich tätig als Vertrauensmann im Landbund. Weitere Ämter waren im Reichsnährstand als Orts- und Bezirksbauernführer und nach 1945 als Orts- und Bezirksleiter. Er war Vorsitzender in ländlichen Genossenschaften bzw. in deren Vorstand. Johann Klindworth starb am 5. Februar 1976 in Zeven.

## Politik
Klindworth wurde 1949 zum Bürgermeister von Groß- und Klein-Wohnste gewählt. Ab 1952 war er Mitglied des Kreistages Bremervörde und dort Mitglied des Finanz-, Schul- und Kultusausschusses sowie des Wege- und Grundstücksverkehrsausschusses. 
Von der vierten bis zur sechsten Wahlperiode vom 6. Mai 1959 bis zum 20. Juni 1970 war er Mitglied des Niedersächsischen Landtags. 

## Quelle
- Barbara Simon: Abgeordnete in Niedersachsen 1946–1994. Biographisches Handbuch. Hrsg. vom Präsidenten des Niedersächsischen Landtages. Niedersächsischer Landtag, Hannover 1996, S. 126.

| Personendaten    | Personendaten                  |
| ---------------- | ------------------------------ |
| NAME             | Klindworth, Johann             |
| KURZBESCHREIBUNG | deutscher Politiker (CDU), MdL |
| GEBURTSDATUM     | 5. April 1900                  |
| GEBURTSORT       | Vierden                        |
| STERBEDATUM      | 5. Februar 1976                |
| STERBEORT        | Zeven                          |